# (285263) 1998 QE2
(285263) 1998 QE2, parfois écrit (285263) 1998 QE2, est un astéroïde géocroiseur découvert par le programme LINEAR le 19 août 1998. Un satellite lui a été découvert le 31 mai 2013, quand le système est passé le plus près de la Terre et était observable avec des télescopes amateurs.

## Caractéristiques

### Dimensions
L'astéroïde principal mesure environ 2,75 km de diamètre.

### Surface
La surface de 1998 QE2 est recouverte de suie, ce qui laisse penser que l'astéroïde est une ancienne comète qui a connu une rencontre rapprochée avec le Soleil. Cependant, son paramètre de Tisserand relatif à Jupiter (TJ = 3,2 ; voir section « Orbite ») ne permet pas vraiment de dire si QE2 était une comète. L'astéroïde est optiquement sombre, son albédo étant de 0,06.

### Orbite
1998 QE2 a un arc d'observation de 14 ans, ce qui permet d'avoir une orbite déterminée avec une grande précision.

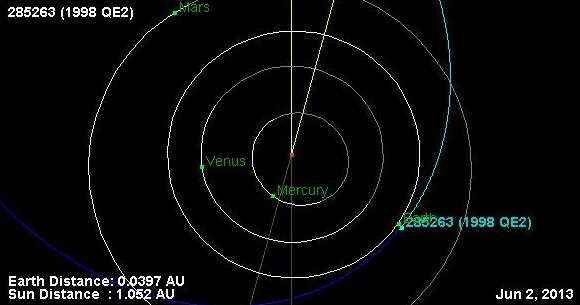
Orbite de l'astéroïde le 2 juin 2013 (12pm/et/usa) (NASA).

L'astéroïde fait partie des Amor, et est donc en permanence au-delà de l'orbite terrestre. En effet, les Amor forment une famille d'astéroïdes géocroiseurs frôleurs extérieurs, c'est-à-dire qu'ils s'approchent de l'extérieur de l'orbite de la Terre, mais ne la coupent pas.
Sa distance minimale d'intersection de l'orbite terrestre (E-MOID), atteinte le 31 mai 2013, est de 0,035 ua.
L'astéroïde possède une période orbitale de 3,77 ans.

## Satellite

### S/2013 (285263) 1
Les observations radar effectuées à Goldstone le 29 mai 2013 ont permis de découvrir un satellite gravitant autour de QE2. L'objet, désigné provisoirement S/2013 (285263) 1, mesure environ 600 m. Sur les images radar, ce satellite apparaît plus brillant que son primaire car sa rotation est bien moins rapide et qu'une rotation plus lente « comprime » le retour radar le long de l'axe Doppler. Cela rend le satellite petit et lumineux par rapport à QE2.
Une fois l'orbite du satellite connue avec précision, les astrophysiciens seront capables de déterminer la masse et la densité de 1998 QE2 et du satellite lui-même.

## Rapprochement avec la Terre

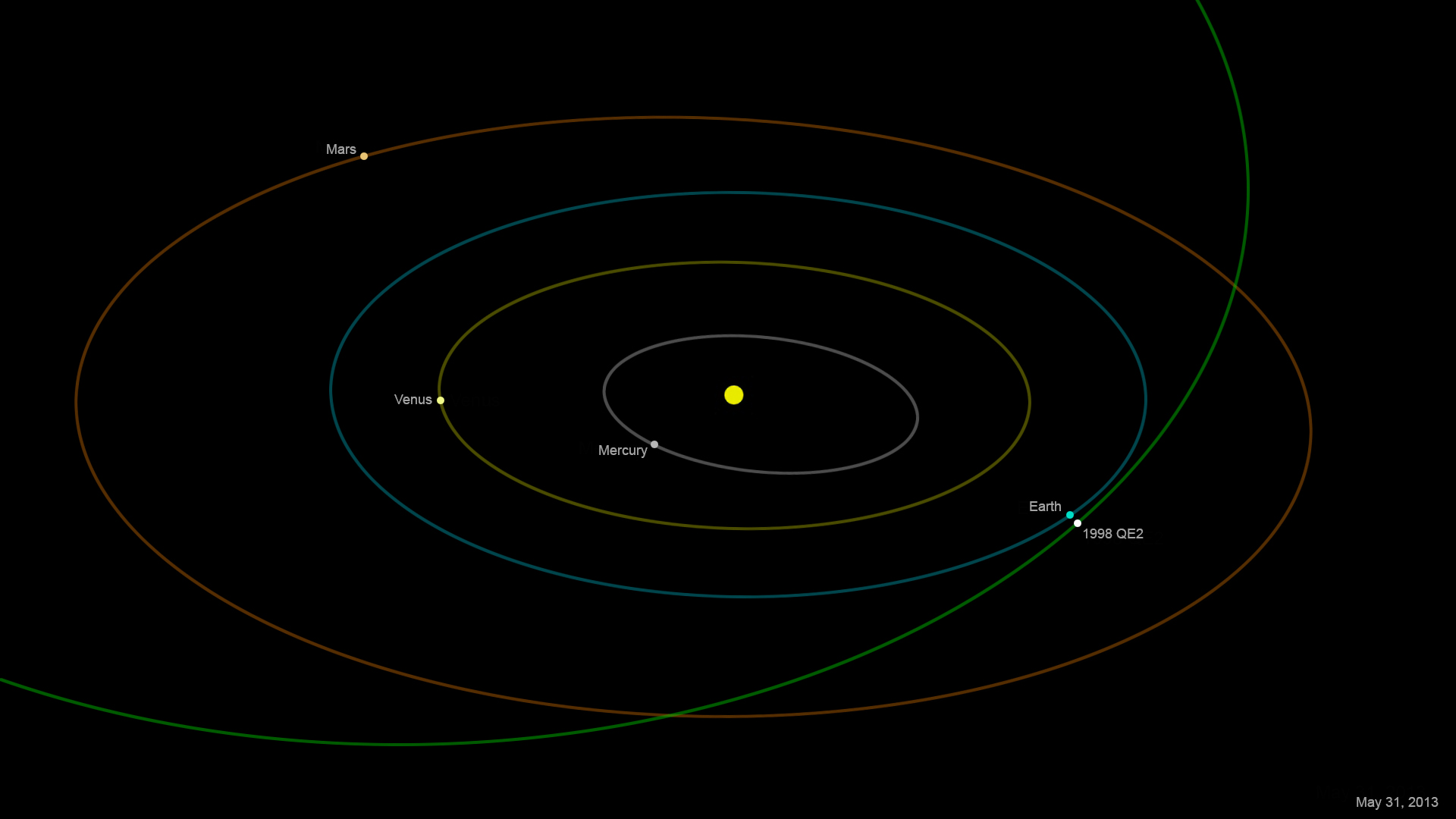
Orbite de le 31 mai 2013, lors de son approche de la Terre.

Le 31 mai 2013, 1998 QE2 s'est approché à moins de 0,039 ua (15 fois la distance Terre-Lune) de la Terre à 20:59 TU ; c'est-à-dire à moins de six millions de kilomètres. Il s'agit du rapprochement le plus important entre l'astéroïde et la Terre pour au moins les deux siècles à venir.
Ce sera une cible radar très observée à Goldstone du 30 mai au 9 juin ainsi qu'à Arecibo du 6 au 12 juin. Lors de son plus grand rapprochement, l'astéroïde avait une magnitude apparente de 11 et un télescope était nécessaire pour le voir.
En intégrant la solution orbitale, il a été trouvé que l'astéroïde est passé à 0,08 ua de la Terre le 8 juin 1975 et qu'il avait alors une magnitude apparente d'environ 13,9. Le prochain grand rapprochement entre les deux objets aura lieu le 27 mai 2221, lorsque l'astéroïde passera à 0,038 ua.